# Euptychia leguialimai
Euptychia leguialimai är en fjärilsart som beskrevs av Dyar 1913. Euptychia leguialimai ingår i släktet Euptychia och familjen praktfjärilar. Inga underarter finns listade i Catalogue of Life.